# Бахтадзе Ксенія Єрмолаївна
Ксенія Єрмолаївна Бахтадзе (6 лютого 1899, місто Тифліс, тепер Тбілісі, Грузія — 28 листопада 1978, селище Чакві Аджарської АРСР, тепер Грузія) — грузинська радянська діячка, вчена-селеціонерка чаю, завідувачка відділу селекції та насінництва чаю Чаквинської філії Всесоюзного НДІ чаю і субтропічних культур. Доктор сільськогосподарських наук (1944), професор (1949), академік (дійсний член) Академії наук Грузинської РСР (1955), академік ВАСГНІЛ (1956). Депутат Верховної ради СРСР 4-го скликання. Герой Соціалістичної Праці (2.04.1966).

## Життєпис
У 1922 році закінчила Тифліський політехнічний інститут.
У 1921—1924 роках працювала препаратором контрольної насіннєвої станції Тифліського ботанічного саду.
У 1924—1927 роках — рільник Караязької селекційної дослідної станції в селі Караязі (тепер Ґардабані) Грузинської РСР. У 1927 році — рільник Гянджинської селекційної станції Азербайджанської РСР.
У 1927—1941 роках — старший науковий співробітник Чаквинської філії Всесоюзного науково-дослідного інституту (НДІ) чаю і субтропічних культур в Аджарській АРСР.
У 1941—1968 роках — завідувачка відділу селекції та насінництва чаю Чаквинської філії Всесоюзного НДІ чаю і субтропічних культур.
Член ВКП(б) з 1950 року.
У 1968—1974 роках — заступник директора з наукової частини Чаквинської філії Всесоюзного НДІ чаю і субтропічних культур.
Провела величезну роботу з метою виведення селекційних сортів чаю, зробила низку досліджень з ботаніки, анатомії, цитології та генетики чайних рослин. Вивчила господарські популяції чаю і за фізіологією та господарськими ознаками розділила їх на групи, встановила кореляцію між морфологічними ознаками чайних рослин, їх врожайністю та якістю. Розробила методику виведення селекційних сортів чаю (загальна кількість яких становить близько 20), а також методику їхнього державного сортовипробування. У 1948 році Ксенія Бахтадзе вперше у світі вивела штучні гібриди чаю: сорти «Грузинський № 1» та «Грузинський № 2». Під її керівництвом та за безпосередньою участю було виведено цілу серію селекційних сортів чаю для поширення в районах з різними кліматичними умовами, з яких особливо слід зазначити № 4 — урожайний, № 8 — північний, № 10 — селекційний Кимінь та ін. Передала до державного випробування 16 нових селекційних чайних сортів і гібридів, з них 7 — високоврожайних і високоякісних сортів, районованих у Грузії. Була віцепрезидентом Товариства дружби СРСР та Шрі-Ланка.
Померла 28 листопада 1978 року в селищі Чакві Аджарської АРСР.

## Основні наукові праці
Опублікувала понад 100 наукових праць російською та грузинською мовами, у тому числі 16 книг та брошур, з них 4 монографії.
- Досвід зберігання та пакування чайного насіння. Тифліс: Чай-Грузія, 1929. 26 с.
- Бракування та відбір чайних рослин: Озургети-Анасеулі / ВНДІ чайного господарства. Тифліс: Держвидав Грузинської РСР, 1933. 31 с.
- Морфологічний склад чаю в Грузії / ВНДІ чайного господарства. Тифліс: Держвидав Грузинської РСР, 1935. 128 с.
- Біологія, селекція та насінництво чайної рослини / ВНДІ чайної промисловості та субтропічних культур. Москва: Харчовпромвидав, 1947 (1948). 230 с.
- Історія культури чаю в СРСР. Тбілісі: Вид-во АН Грузинської РСР, 1955. 80 с.
- Розвиток культур чаю у СРСР. Тбілісі: Вид-во АН Грузинської РСР, 1961. 171 с.
- Біологічні засади культури чаю. Тбілісі: Мецнієреба, 1971. 367 с.

## Нагороди
- Герой Соціалістичної Праці (2.04.1966)
- два ордени Леніна (12.06.1954, 2.04.1966)
- орден Жовтневої Революції (8.04.1971)
- орден Трудового Червоного Прапора (27.10.1949)
- орден «Знак Пошани» (24.02.1946)
- медалі Всесоюзної сільськогосподарської виставки
- медалі
- почесні грамоти Президії Верховної ради Аджарської АРСР
- Сталінська премія І ст. (1949) — за наукові дослідження з біології, селекції та насінництві чайної рослини та за виведення нових високоврожайних сортів чаю «Грузинський № 1» та «Грузинський № 2»
- Заслужений діяч науки Грузинської РСР (1960)
- Заслужений діяч науки Аджарської АРСР (1966)